# Télévision couleur

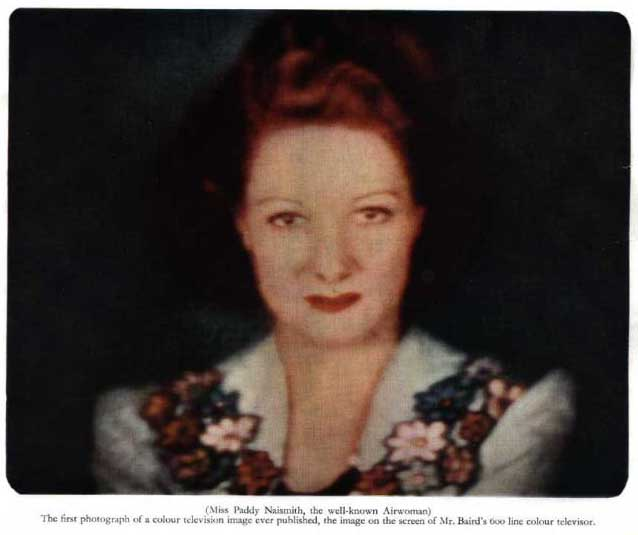
Photographie d'écran en couleur de l'actrice Paddy Naismith pour la démonstration du Telechrome 100% électronique de John Logie Baird exploitant deux rétroprojecteurs cathodiques combinés et une optique complexe, en août 1944.

La télévision couleur ou télévision en couleurs désigne la technologie permettant de restituer les teintes et nuances chromatiques à l'écran, dont le signal est généralement télédiffusé ou télédistribué par câble. 
En noir et blanc depuis ses origines, l'arrivée de la couleur marque un événement essentiel dans l'Histoire des techniques de télévision. On distingue chronologiquement trois grandes évolutions successives de cette technologie. La première concerne les dispositifs mécaniques, la seconde exploite les circuits électroniques et la troisième est adaptée à la télédiffusion numérique. À partir des années 1950, plusieurs pays comme les États-Unis, la France, le Mexique, l'Angleterre, l'Allemagne, les Pays-Bas, l'URSS et l'Italie participent à une compétition à la fois technique, industrielle et politique pour imposer leur standard couleur sur le plan international. Au terme de cette bataille, trois standards subsistent, le NTSC américain, le SÉCAM français et le PAL allemand, se répartissant chacun, des zones géographiques et pays.
Avec l'introduction du numérique et l'abandon progressif des normes et standards de télédiffusion analogiques, les standard couleurs sont provisoirement maintenus pour compatibilité avec les équipements vidéo et téléviseurs anciens mais ils disparaissent, notamment avec l'adoption de la télévision à Haute Définition.

## Contexte historique
À l'instar du cinématographe ou de la photographie, les chercheurs, inventeurs et entrepreneurs impliqués dans la technologie de la télévision en noir et blanc souhaitent découvrir et réaliser des solutions pour doter de la couleur, l'écran de télévision ou le télé-projecteur. On trouve la trace d'un premier brevet déposé en Russie en 1889, pour un système en couleur à balayage électronique. Les contraintes sont nombreuses et l'objectif consiste à maintenir une compatibilité avec les normes existantes pour la télédiffusion en noir et blanc, limiter les dispositifs complexes et exploiter des solutions industriellement et commercialement compétitives voire peu coûteuses.
Né et vivant en Russie, l'ingénieur arménien Hovannes Adamian développe un projet de télévision en couleurs et dépose plusieurs brevets relatifs à la télévision, notamment en Allemagne, le 31 mars 1908 portant le n°197.183 puis en Angleterre, le 1er avril 1908 portant le numéro 7.219 ainsi qu'en France, n°390.326 et en Russie, n°17.912, en 1910. En 1925, Adamian met au point le projet « Eristavi » à Erevan (Union soviétique), consistant en un dispositif mécanique de projection et de retransmission d'images fixes successives en couleurs, produisant une animation. Dans son laboratoire, il réussit avec son équipe technique à diffuser à l'écran, nombre de motifs et de dessins en couleur, transférés via le système Eristavi, depuis une salle technique située à proximité.

### Dispositifs mécaniques

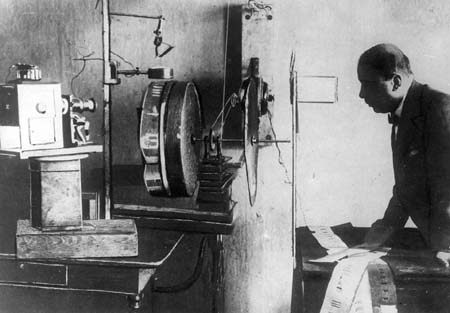
Dès 1907, l'inventeur arménien Hovannes Adamian élabore un dispositif optique et mécanique pour des images vidéo animées en couleur

Après des tests en laboratoire, l'ingénieur anglais John Logie Baird procède à la première démonstration publique de transmission vidéo en couleur exploitant des disques verticaux rotatifs à filtres optiques de couleurs primaires (rouge, vert et bleu) motorisés et synchronisés, tournant en émission et réception à la même vitesse, installés devant un téléviseur noir et blanc,. Toutefois, ce dispositif accuse certains défauts et contraintes optiques ou mécaniques. En 1938, le système shadow mask destiné aux tubes cathodiques couleur est breveté par Werner Flechsig, en Allemagne. Une présentation publique de télévision couleur avec ce type d'écrans est organisée à l'Internationale Funkausstellung Berlin l'année suivante.
En août 1940, l'ingénieur mexicain Guillermo Gonzalez Camarena, invente le système de télévision en couleur appelé « système trichromatique séquentiel ». Dans les années 1960, le même inventeur développe un système plus simple pour générer la couleur, appelé système « bicolore simplifié ».

### Solution électronique
La précision concernant les Techniques de télévision fait l'objet d'un article séparé.
Le 16 août 1944, John Logie Baird réalise la première démonstration publique d’un écran couleur entièrement électronique. Ce dispositif à 600 lignes exploite un entrelacement tripplé, avec six balayages pour chaque image,. En septembre 1951, aux États-Unis, la chaîne de télévision Columbia Broadcasting System présente son système de télévision couleur, le N.T.S.C. (National Television System Committee) toutefois, ce système encore mécanique n'est pas confirmé officiellement. En 1952, l'ingénieur français Paul Massebiau dépose un brevet avec Jean-Marie Gutmann, relatif à un procédé de télédiffusion pour la transmission des images en couleur.
Le 15 décembre 1953, les Etats-Unis adoptent le standard couleur électronique NTSC.

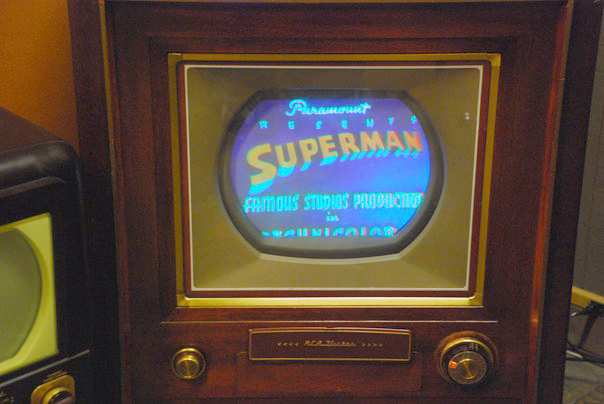
Le modèle RCA CT-100, tout premier téléviseur en couleurs commercialisé aux Etats-Unis, vendu à 4400 exemplaires, affichant le générique d'un dessin animé de Superman.

. Le premier téléviseur couleur américain est commercialisé en avril 1954; ce modèle fabriqué par la société RCA a pour référence « CT-100 ».
Le 30 mars 1956 à Paris, la presse et le Comité consultatif international des télécommunications (CCIT) sont invités par la RTF pour la présentation aux experts du secteur, de plusieurs démonstrations de télévision en couleurs. On note qu'Henri de France y présente pour la première fois son système de télévision à haute définition en couleur à 819 lignes développé avec Radio-Industrie, celui du L.E.P. (Laboratoire d'électronique et de physique) à double balayage et, que les ingénieurs insistent sur le fait que ces appareils et dispositifs ne sont encore que des prototypes. Le 25 mai 1956, l'ingénieur français Henri de France dépose un premier brevet du standard SECAM. Il tente de l'associer à la norme haute définition noir et blanc française en 819 lignes.
|e 2 mai 1959, le gouvernement français annonce la création d'une seconde chaîne de télévision à la Radiodiffusion-télévision française (RTF); les services techniques de la RTF procèdent à plusieurs essais en vue de diffuser depuis l'émetteur de la tour Eiffel un deuxième programme au standard 819 lignes VHF, aux mêmes normes que l'unique chaîne française déjà en service sur le canal 8A à Paris. Le 11 mai 1959 à Genève, la chaîne américaine RCA présente à la télévision suisse romande, un autocar de reportage équipé avec un magnétoscope à bande magnétique capable d'enregistrer des émissions en couleur au standard NTSC.
À la même période, le Hollandais Philips élabore un standard de télévision en couleurs exploitant deux fréquences sous-porteuses associée à la fréquence principale pour la vidéo en noir et blanc et l'audio
Le tout premier essai de la deuxième chaîne de la RTF a lieu le 10 septembre 1959 sur les canaux 10 et 12 de la bande III mais les transmissions sur les canaux voisins se soldent par des échecs, la réception étant fortement brouillée sur l'une ou l'autre des deux fréquences. Le recours à une diffusion sur la nouvelle bande de fréquences UHF (471-860 MHz, canaux 21 à 65), associée à la définition au format 625 lignes créé par les Russes à la fin des années 1940 et en usage dans la quasi-totalité des pays européens, s'avère alors indispensable pour cette nouvelle deuxième chaîne de télévision de la RTF.

### La bataille des standards

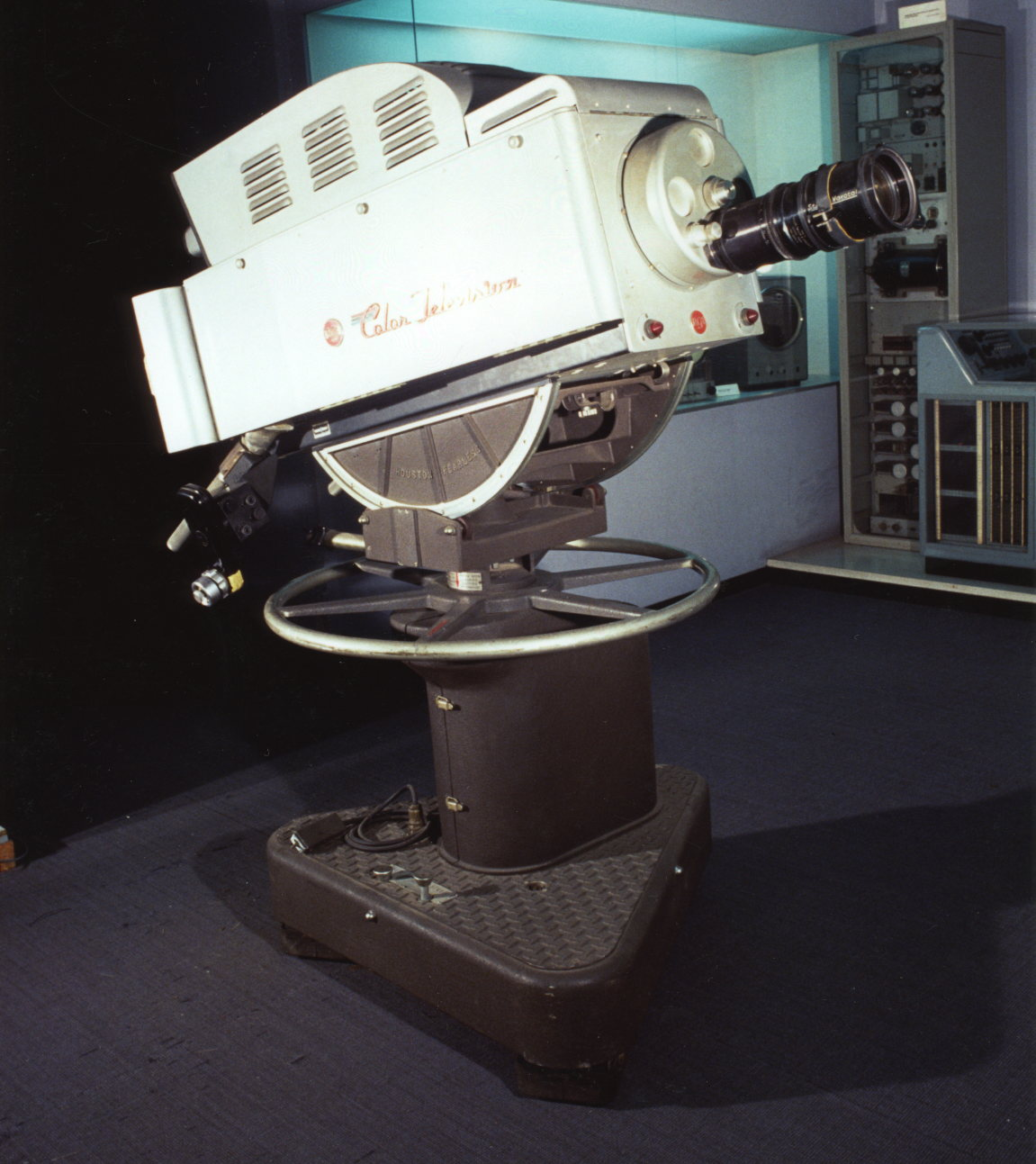
Jusqu'au début des années 1960, les Américains tentent un temps d'imposer le NTSC en Europe, sans succès

Le 29 avril 1960, la première liaison en télévision SECAM entre Paris et Londres est réalisée  par les techniciens de la Compagnie française de télévision (CFT), filiale de la société Thomson, qui marque la mise au point fonctionnelle du standard français. Au cours de l'année 1960, l'ingénieur français Henri de France abandonne ses développements pour adapter son système SECAM à la haute définition 819 lignes alors que la deuxième chaîne nationale française adopte officiellement la norme européenne à 625 lignes. Le 24 juin 1961, la BBC présente à l'antenne, le premier magnétoscope grand public de marque anglaise Telcan dont on promet l'adaptation future aux signaux de télévision en couleur mais la société ne parviendra pas à le commercialiser autrement que dans une version noir et blanc.

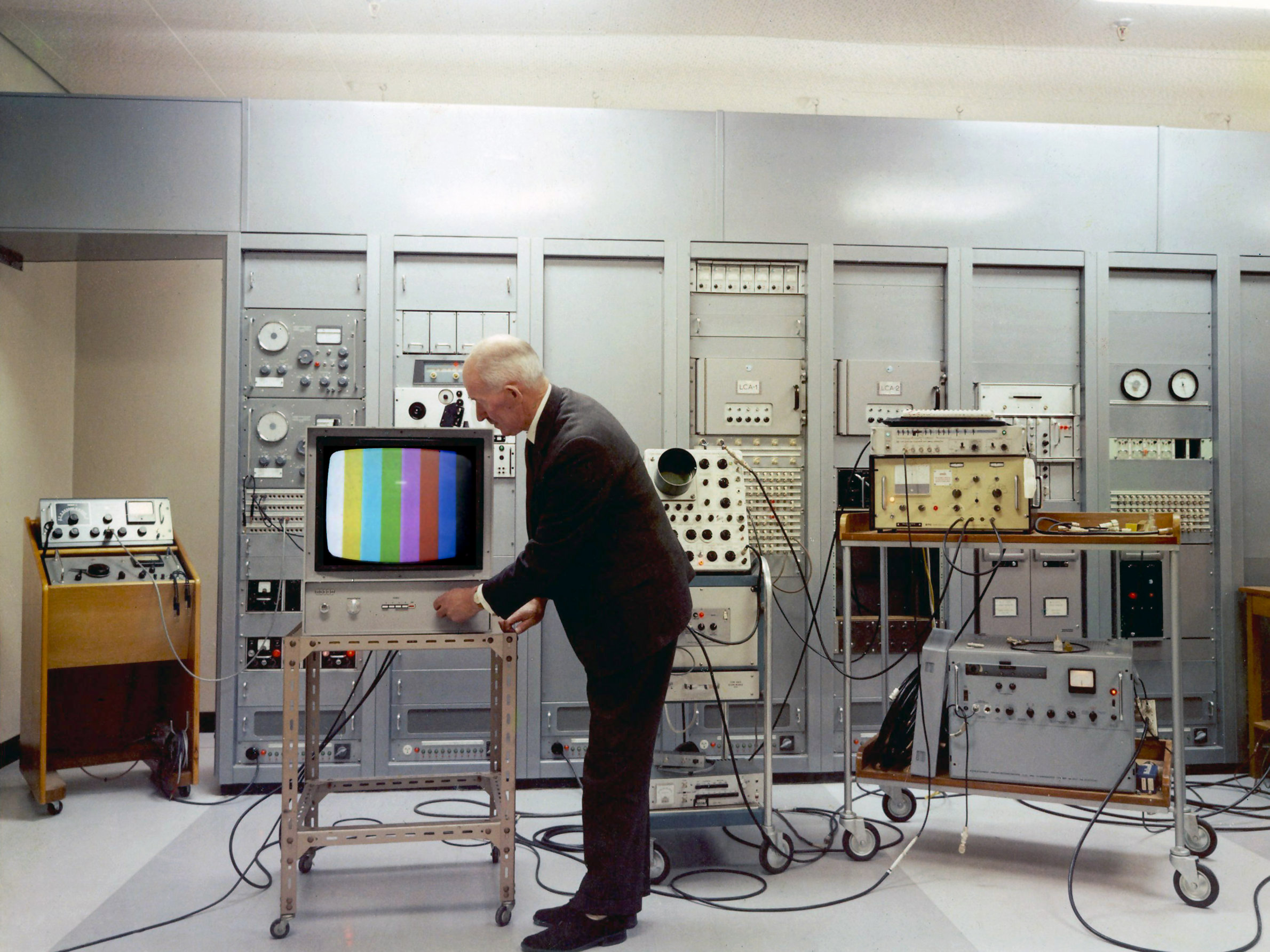
Jusqu'en 1970, les expérimentations de télévision couleur se poursuivent dans plusieurs pays industrialisés.

Le 20 décembre 1961, le nouvel émetteur 625 lignes désormais adapté au standard couleur SECAM est installé sur la tour Eiffel à Paris et commence à diffuser des émissions expérimentales en couleur. Jusqu'en 1967, le SECAM est exploité à plusieurs reprises de façon régulière par la 1re chaîne sans succès afin de préparer la mise en place de la couleur sur la 2e chaîne. Ces émissions d'essai en couleur sont restreintes à la région parisienne et réalisées sur l'unique chaîne diffusée en 819 lignes, à raison de deux matins par semaine (généralement mardi et jeudi), entre 10 h et 12 h,. Le 16 mai 1963, la tour Eiffel permet au puissant émetteur expérimental (100 kilowatts) de la deuxième chaîne RTF, de diffuser un programme en couleur SECAM sur le canal 22 en UHF. En juillet 1963, la deuxième chaîne RTF encore expérimentale diffuse pour la première fois en couleur SECAM, des mires en couleur ainsi que la légendaire photographie du visage souriant de « la Niçoise ».

En France, la deuxième chaîne ORTF, première antenne au monde à exploiter le SECAM

Le 13 septembre 1963, la RTF procède à une expérimentation publique de télédiffusion en SECAM.

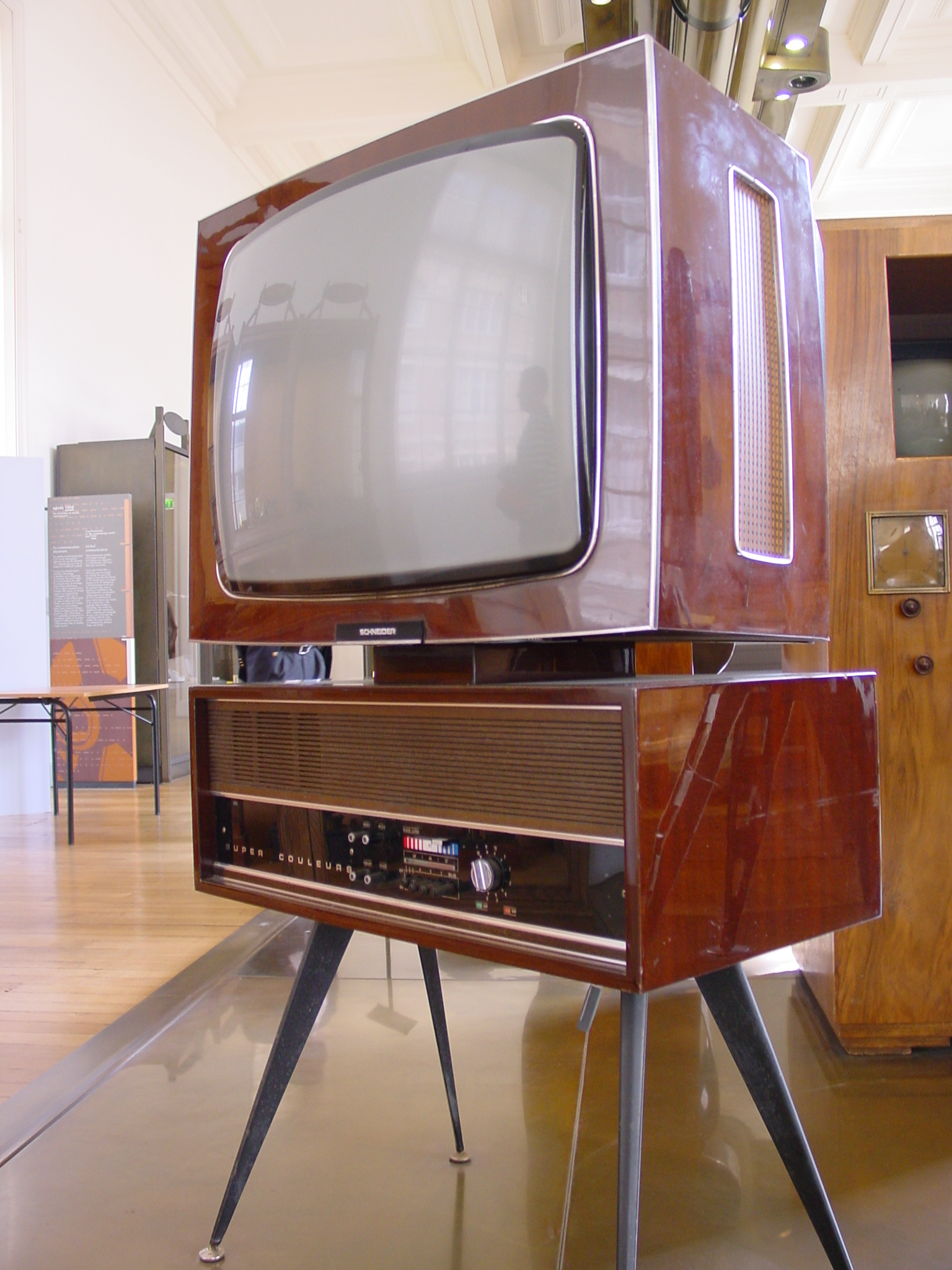
Téléviseur couleur SECAM modèle Pallas, fabriqué par Schneider en 1965

Le 12 novembre 1964, plusieurs pays d'Europe expérimentent à la fois les deux standards couleur européens, SECAM et PAL. Le 22 mars 1965, l'URSS adopte officiellement le SECAM français, créant la surprise, la veille d'une conférence internationale à Vienne où un standard européen de télévision couleur doit en principe être adopté. Le 29 novembre 1965, une liaison vidéo est établie entre Moscou et Paris en couleur au standard SECAM grâce au satellite soviétique Molnya 1 (éclair en russe) pour échanger les programmes télévisuels entre les deux pays. Le 28 mai 1966 marque la première retransmission couleurs depuis Paris, retransmise vers la Russie en couleur SECAM grâce au satellite soviétique Molnya 3; l'extrait de la pièce de Théâtre Lucrèce Borgia de Victor Hugo, réalisée par Jean-Roger Cadet.

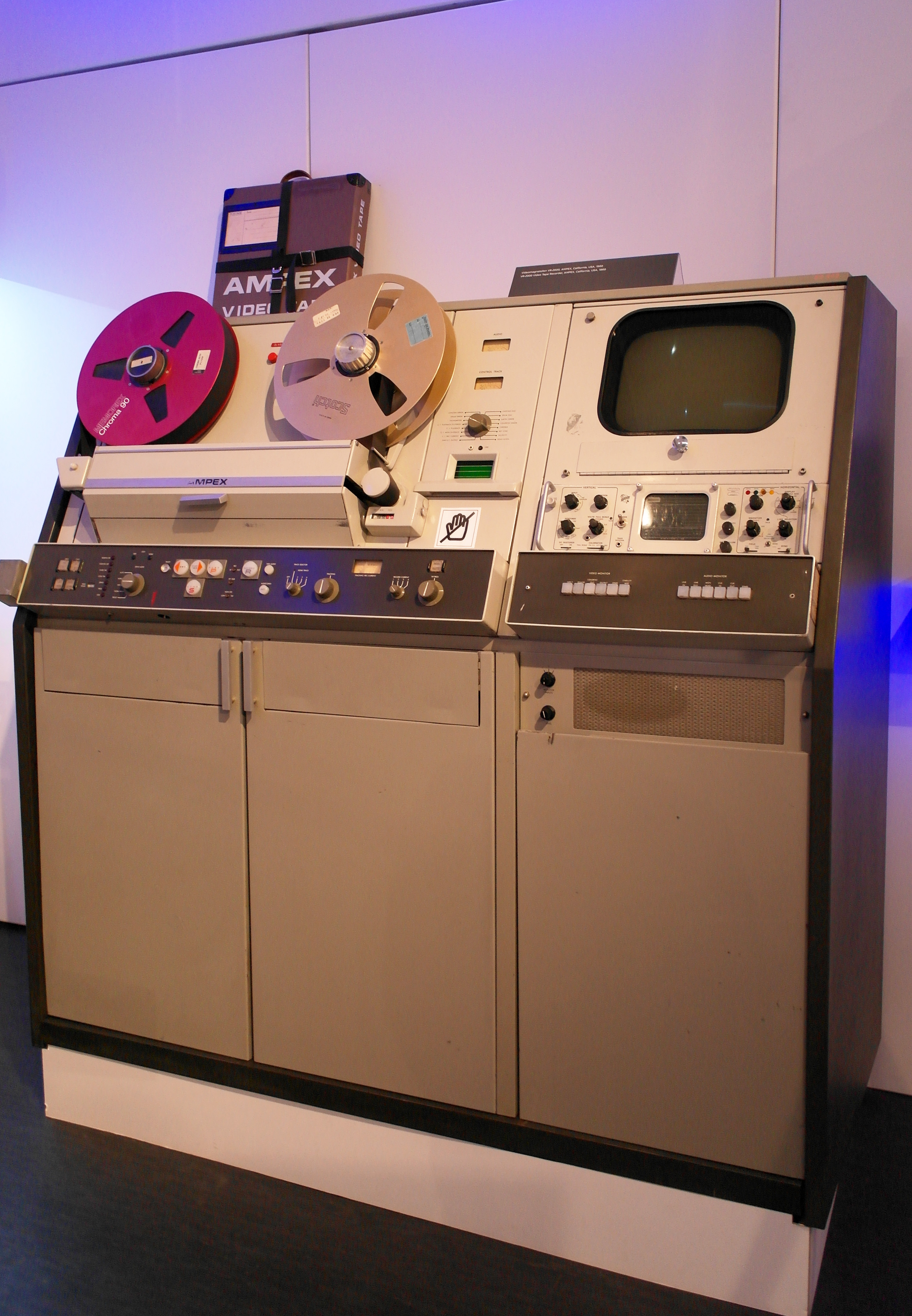
Le magnétoscope professionnel Ampex VR-2000 déjà compatible avec le standard NTSC est adapté au SECAM en 1966

Le 23 juillet 1966, l'Europe est officiellement divisée entre les pays adoptant le SECAM et ceux, largement majoritaires, ayant choisi le PAL lors d'une réunion du CCIR; ironiquement, l'inventeur du SECAM, Henri de France va toucher des royalties du standard concurrent PAL allemand car il exploite plusieurs brevets du SECAM. Le 1er septembre 1966, soit plus de dix années après son voisin américain, le Canada diffuse pour la première fois en couleur NTSC sur la chaîne nationale Radio-Canada pour toucher potentiellement près de quatre millions de Québécois, alors que des expérimentations ont été réalisées trois mois auparavant. Le 25 août 1967, la RFA est le premier pays à diffuser une chaîne de télévision au standard couleur PAL.
Le 15 septembre 1967, la deuxième chaîne de l'ORTF diffuse le premier journal télévisé en couleurs diffusé en Europe. Le 1er octobre 1967 marque le début des émissions régulières en couleurs SECAM sur la deuxième chaîne ORTF. Près de 40 procédés de télévision ont été développés et plusieurs années d'expérimentation pour y parvenir. Le 9 décembre 1967, la Belgique adopte officiellement le standard couleur PAL pour ses chaînes nationales.
Le 18 février 1968, l'ORTF organise la retransmission des Jeux Olympiques d'Hiver de Grenoble en couleurs pour la deuxième chaîne couleur et pour certaines chaînes étrangères parmi lesquelles, la chaîne nationale américaine ABC; en plus des émissions en direct, plusieurs magnétoscopes permettent de proposer également des retransmissions en léger différé dans les standard SECAM, PAL et NTSC. Le 1er octobre 1968 à 20h30, sur décision de son Conseil fédéral, la Suisse diffuse pour la première fois une partie de ses programmes en couleurs en adoptant le standard européen PAL; une émission de variétés « La Chanson de Fribourg » est retransmise. Le 27 octobre 1968 marque la première retransmission en mondiovision couleur des Jeux Olympiques de Mexico, associant les moyens de l'Eurovision (UER), de la chaîne nationale américaine ABC, de la télévision japonaise NHK et du service public mexicain. La retransmission exploite plusieurs satellites, en standard couleur NTSC d'origine, converti en PAL par la BBC à Londres puis en SECAM pour les différents pays.

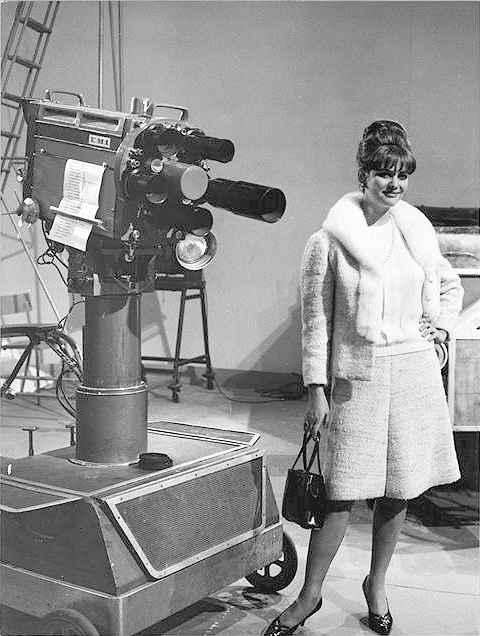
La télévision italienne publique va longtemps hésiter entre Sécam et PAL. Pour ses productions de 1964 jusqu'en 1977, la RAI exploite principalement le 625 lignes noir et blanc.

Principalement pour introduire la couleur, toute l’Europe exploite la norme à 625 lignes 50 Hz, durant les années 1960, en adoptant soit le standard couleur SÉCAM, soit le PAL et parfois les deux formats, selon l'influence politique des pays initiateurs des deux standards. L’Amérique du Nord puis une partie de l'Asie adoptent la norme à 525 lignes à 60 Hz, à partir des années 1940 puis la couleur NTSC à partir du milieu des années 1950.

### L'exception italienne
En Italie, il faut attendre le 1er février 1977, pour que la télédiffusion en couleur soit officiellement lancée. Toutefois plusieurs dizaines de chaînes privées locales pour la plupart, commerciales, ont déjà franchi le cap et exploitent le standard PAL depuis 1976. Dix ans après la France, l'Allemagne et la plupart de ses principaux voisins européens, l'Italie a pris un considérable retard. Elle a subi des tergiversations politiques pour choisir entre les deux standards européens sur pression d'une part, de la France et, de l'Allemagne et du  Royaume-Uni, de l'autre. Durant cette période, seuls les frontaliers peuvent espérer recevoir notamment les chaînes françaises et monégasques ou ailleurs, les chaînes de la Suisse. À partir de la fin des années 1960, l'opposition entre différents partis politiques italiens sur le sujet, suspend le choix officiel du standard couleur durant de longues années. Le sénateur républicain Ugo La Malfa fait même débattre d'une question parlementaire pour « empêcher l'abandon du noir et blanc sobre, au profit d'un écran couleurs vaniteux et consumériste ». En 1972, alors qu'en Italie les Jeux olympiques de 1972 sont retransmis alternativement par le système SECAM et le système allemand PAL, ce même sénateur fervent opposant du standard français, va jusqu'à menacer la coalition gouvernementale à laquelle il appartient de retirer son soutien dès lors que le système français soit adopté par l'Italie, provoquant ainsi infailliblement sa chute.
Pour autant, depuis le début des années 1970, la société italienne Indesit, en collaboration avec le groupe public SEIMART (Société exercice d'entreprises industrielles radio et TV), développe son propre standard couleur. Intitulé I.S.A. ou « ISA » (Identification à Suppression Alternée), l'objectif consiste surtout à éviter de payer des licences / brevets aux concepteurs des standards Sécam et PAL. Il va toutefois rester au stade expérimental. À partir de 1974, le service public Italien procède sur ses émetteurs, à des tests quotidiens le matin de 10 h à 11 h et l'après-midi de 15 à 16 h, diffusant des émissions et des mires codées en PAL. Le 11 août 1975, le choix pour le PAL est officiellement adopté par l'Italie, ce qui met un terme au standard national « ISA » mais ses téléspectateurs doivent encore attendre. 
Le 15 juillet 1976, le monopole d'État de la télévision italienne est brusquement abandonné. Une faille de la loi permet de libéraliser les ondes sur tout le territoire italien. Des milliers de stations de radio locales apparaissent rapidement, accompagnées de centaines de chaînes de télévision, principalement commerciales, ayant adopté le PAL pour leur diffusion. À la fin des années 1970 et au début de la décennie suivante, des regroupements donnent l'opportunité à certains entrepreneurs de constituer des réseaux régionaux puis nationaux. Silvio Berlusconi est l'un des principaux artisans et bénéficiaires de cette situation.

### Succès commercial
Bien que le coût des téléviseurs soit considérablement plus élevé que celui des récepteurs noir et blancs et en raison de l'enrichissement des émissions et des chaînes de télévision, les années 1970 marquent le succès de la télévision couleur en Europe et dans la plupart des pays industrialisés. Le 1er janvier 1971, en Belgique, la RTB débute ses émissions régulières en couleurs au standard PAL. Le 31 décembre 1972 après plus de dix ans d'attente et de tergiversations des différents gouvernements ainsi qu'une période de plusieurs mois de tests à Paris depuis la tour Eiffel, la troisième chaîne couleur de l'ORTF qui sera renommée France Régions 3 ou FR3 à partir du 6 janvier 1975 ouvre enfin son antenne régulière en couleur SECAM. La Première chaîne de l'ORTF qui est la plus ancienne des trois reste encore pour quelques années en noir et blanc.

En décembre 1973, la chaîne monégasque privée Télé Monte-Carlo exploite la norme 625 lignes et la couleur au standard SECAM

En septembre 1975, un accord entre chaînes publiques nationales intervient. La chaîne FR3 accepte de relayer en couleur dans la journée, les émissions de la première chaîne TF1 qui exploite l'ancien réseau noir et blanc 819 lignes mais produit depuis plusieurs mois, des émissions en couleurs pour se préparer à la transition vers le 625 lignes SECAM. Le 20 décembre 1975, la première chaîne historique française TF1 débute ses émissions en couleurs SECAM toute la journée en région parisienne. Le passage à la couleur dans le reste du pays avec de nouveaux émetteurs prend plusieurs années car la chaîne continue à d'exploiter sans changement jusqu'en 1983, ses anciens émetteurs noir et blanc haute définition en 819 lignes. Le 31 janvier 1976, les ventes de téléviseurs couleur en France dépassent celles des récepteurs noir et blanc. Le 1er février 1977, très en retard parmi leurs homologues européennes et après avoir longtemps hésité à adopter le standard français SECAM, les chaînes de télévision publiques italiennes se colorisent au standard PAL alors que des dizaines de chaînes concurrentes locales ou périphériques privées italiennes diffusent déjà en couleurs depuis plusieurs années.
Le 4 novembre 1984, la chaîne privée, cryptée et payante sur abonnement Canal+ ouvre son antenne en utilisant les anciens émetteurs 819 lignes de TF1 qui passent en 625 lignes couleur à cette occasion. C'est la première chaîne française à exploiter une version plus évoluée du codage couleur SECAM, ce qui provoque une image en noir et blanc sur certains téléviseurs datant d'avant 1979.